# Dialeurolonga simplex
Dialeurolonga simplex là một loài côn trùng cánh nửa trong họ Aleyrodidae, phân họ Aleyrodinae.
Dialeurolonga simplex được Takahashi miêu tả khoa học đầu tiên năm 1955.